# Paraquadrulidae
Famille
Les Paraquadrulidae sont une famille d'amibes de l'Ordre des Arcellinidés (classe des Tubulinés).

## Étymologie
Le nom de la famille vient du genre type Paraquadrula, qui est dérivé du grec παρά / para « contre, près de », du latin quadra « carré », et ula « petite », littéralement « petites plaques carrées les unes contre les autres », en référence à la coquille de cet organisme composée de petites plaques carrées (ou rectangulaires), disposées en rangées.

## Description
Le  genre type Paraquadrula (espèce Paraquadrula irregularis Wallich, 1863)  a une coquille transparente, ovale large, légèrement comprimée, composée de plaques de calcite carrées ou rectangulaires sécrétées en rangées, cimentées en forme de feuille. Son noyau est vésiculaire. Ses dimensions varient entre 25 et 48 µm.
Le genre Lamtoquadrula a une coquille en forme de flacon, dont le col est recourbé. Le test a une ouverture en coupe circulaires, recouverts de plaques de calcite rectangulaires (idiosomes) comme chez Paraquadrula. L'ouverture comporte une fine lèvre organique transparente.

## Habitat et répartition
Le genre Lamtoquadrula est parfois abondant dans l'humus sur les roches amphibolites riches en calcium et les forêts galeries tropicales de Côte d'Ivoire.
L'espèce Paraquadrula irregularis vit en eau douce et sur les mousses. Elle a été trouvée dans le lac profond de Spiegelplas (Pays-Bas), dans une tourbière à sphaignes au Tyrol (Autriche) et dans des mousses sèches poussant sur la terrasse du toit de la Freie Universität (Berlin, Alemangne). Elle a aussi été trouvée dans des sédiments d'eau eutrophique riche en calcite.

## Liste des genres
Selon IRMNG (11 janvier 2025) :
- Lamtoquadrula Bonnet, 1975
  - Espèce type : Lamtoquadrula deflandrei Bonnet, 1974
- Paraquadrula Deflandre, 1932 genre type
  - Espèce type : Paraquadrula irregularis Wallich, 1863

## Systématique
Le nom valide de ce taxon est Paraquadrulidae Deflandre, 1953.

## Publications originales
- Deflandre, G. 1932. Paraquadrula nov. gen. irregularis (Archer). Conjugaison et enkystement: Comptes rendus hebdomadaires des Séances de la Société de Biologie et de ses filiales et associées (Paris), 109: 1346-1347.

- Deflandre, G. 1953. Ordres des Testaceolobosa (de Saedeleer,1934), Testaceafilosa (de Saedeleer, 1934), Thalamia (Haeckel, 1862) ou Thécamoebiens (Auct.) (Rhizopoda Testacea) in Grassé, P.-P., (ed.), Traité de Zoologie, 1: 97-148; Masson and Co. (Paris).

- Deflandre, G. 1953. Super-classe des Rhizopodes (Rhizopoda von Siebold, 1845, Sarkodina Hertwig et Lesser, 1874). Généralités in Grassé, P.-P., (ed.), Traité de Zoologie, 1: 3-4; Masson and Co. (Paris).